# ألبرت هاميلتون غوردون
ألبرت هاميلتون غوردون (بالإنجليزية: Albert Hamilton Gordon)‏ هو اقتصادي أمريكي، ولد في 21 يوليو 1901 في Scituate, Massachusetts ‏ في الولايات المتحدة، وتوفي في 1 مايو 2009 في نيويورك في الولايات المتحدة.